# Perak
Perak è uno Stato della Malesia, il secondo più vasto della penisola di Malacca. La capitale è Ipoh. Si estende su una superficie di 21006 km² e nel 2010 contava una popolazione di 2 258 000 abitanti.
Confina a nord con la Thailandia, a nord-ovest con Kedah e Penang, a est con Kelantan e Pahang, a sud con Selangor e si affaccia a ovest sullo stretto di Malacca.
Nel Perak si trova il parco nazionale Belum-Temenggor.